# 胶黄铁路
胶黄线，通称胶黄铁路，是位于中华人民共和国山东省青岛市胶州湾西岸的一条铁路，是青岛前湾保税港区的疏港铁路。其线路北自胶济线胶州站引出，设营海、洋河口、红石崖中间站和黄岛编组站，南止于前湾港区港湾站，全长41.17千米。1991年12月兴建，1995年3月临管运营，12月开通。现规划在黄岛站建设支线沟通铁路物流园区。

## 概况
胶黄线为正线双线电气化铁路，曲线30处，最小曲线半径400米，最大坡度11.5‰，到发线有效长1050米，60千克以上/米钢轨27.3千米，50千克以上/米钢轨42.8千米，道岔46组；道口6个，其中有人看守道口1个。